# El gran Carlemany
El gran Carlemany (Il grande Carlo Magno in catalano) è l'inno nazionale di Andorra. È stato scritto in catalano da Juan Benlloch y Vivó (1864-1926) e composto da Enric Marfany Bons (1871-1942). È stato adottato come inno ufficiale nel 1914 dal Conseil General, in maniera definitiva il 2 aprile 1917.

## Descrizione
L'inno è una pomposa marcia, il cui tema ricorda abbastanza l'inno francese, mentre il suo trio centrale ricorda l'inno spagnolo, come se il compositore avesse voluto fare un omaggio alle due nazioni confinanti.